# マヌエル・キロガ
マヌエル・キロガ・ロサダ (Manuel Quiroga Losada, 1892年4月15日 - 1961年4月19日) はスペインのヴァイオリニスト、作曲家。第一姓はキローガとも表記される。
批評家によって「パブロ・デ・サラサーテの第一の後継者」と形容され、時に「サラサーテの精神上の相続人」と評された。ウジェーヌ・イザイをはじめとする作曲家から作品を献呈され、イザイやフリッツ・クライスラー、ジョルジェ・エネスク、ミッシャ・エルマン、ヤッシャ・ハイフェッツといったヴァイオリニストがキロガの芸術的才能に高い評価を寄せていた。ポルトガルのチェリスト、ギレルミナ・スッジアはキロガによるタルティーニの『悪魔のトリル』ソナタの演奏を、「実に見事で、非の打ちどころがない」と評した。
キロガは作曲家としても、2曲のヴァイオリン協奏曲や、変奏曲、練習曲、ヴァイオリン小品、重要な協奏曲のためのカデンツァを残した。ガリシアの民俗的な要素をクラシック音楽において大規模に援用した最初の人物である。油彩や木炭によるカリカチュアや肖像画も残している。
1937年にニューヨークで交通事故に巻き込まれ、腕に麻痺が残り演奏家としてのキャリアを終えた。

## 経歴

### 青年期
1892年、スペインのガリシア州、ポンテベドラに生まれる。最初にヴァイオリンを教わったのは、ホアン・サヤゴ (Juan Sayago) という地元のアマチュア奏者からだった。その後、より適格である教師のベニート・メダル (Beinto Medal) に教わるようになる。キロガが初めて公開の場で演奏したのは1900年、8歳でのことだった。その後も1903年にはポンテベドラの「カフェ・モデルノ」(Café Moderno) で、1904年にはサンティアゴ・デ・コンポステーラの商業サークル (Círculo Mercantil) で演奏を行った。1904年の6月に奨学金を得たキロガは、マドリード音楽院のホセ・デル・イエロ (José del Hierro) のもとで学ぶようになる。この師はフランコ・ベルギー楽派の伝承者であり、当時のスペインを代表するヴァイオリニストとして知られていた。1906年には、ガリシアの名家から1682年製のアマティを贈られる。キロガは学びながら、マドリードやガリシア各地での演奏活動を続けた。
このころには画家としての技量でも頭角を現しはじめていた。1907年には初期のスケッチやカリカチュア数点がマドリードの雑誌『ガリシア』に掲載されている。
1909年、高い声望を得ていたフリッツ・クライスラーのレッスンを受けようと、父親とともにベルリンを目指して出発する。しかしその途上でパリ音楽院に入学するためのオーディションを受けたほうがいいと決め、数百人の参加者のうち首席で入学を許可された。そこではエドゥアール・ナドー (Édouard Nadaud) とジュール・ブシュリに学び、1911年にはジャック・ティボーにもレッスンを受けている。またジョルジュ・エネスクやウジェーヌ・イザイと知り合い、クライスラーの作品に親しむ一方で、マヌエル・デ・ファリャ、ホアキン・トゥリーナ、パブロ・カザルス、ダリウス・ミヨー、チェリストのホアン・ルイス・カソー (Juan Ruiz Casaux) やピアニストのマルテ・レーマン (Marthe Lehman) と親交を結ぶ。レーマンの家族はキロガに金銭的な援助をし、社交界に紹介する役目も担った。

### キャリアの初期
1911年7月4日、19歳のキロガは、フォーレ、クライスラー、ティボー、ブシュリ、リュシアン・カペー、マルタン・ピエール・マルシックたちからなる審査員によって音楽院のヴァイオリン科一等賞首席 (Premiére Prix violon, premier nommé) に認められる。スペイン出身の受賞者は1861年のパブロ・デ・サラサーテ以来であり、その後もキロガは「サラサーテ賞」や「ジュール・ガルサン賞」を受ける。
キロガはソリストとして、パリ音楽院管弦楽団やコンセール・ラムルーと共演し急速に知名度を上げた。故郷のポンテベドラで1911年8月26日に開かれた演奏会ではエンリケ・グラナドスがピアノ伴奏を務め、二人は友人となった。その後もスペインやフランスの各地で多数の演奏会を行って大きな成功を収める。チェロのホアン・ルイス・カソー、ピアノのホセ・クビレスやホセ・イトゥルビなどを共演相手として演奏することも多かった。生活の拠点を置いたパリでは、カザルス、ファリャ、トゥリーナ、ミヨーたちとあわせて、ポール・パレー、マヌエル・インファンテ、ホアキン・ニンやリカルド・ビニェスといった音楽家たちと交流した。1912年には何点かの録音を行っている。1913年、キロガはヤン・クベリークやイグナツィ・パデレフスキ、イザドラ・ダンカンなどのマネジメントを請け負っていた興行師のヨス・シュールマン (Jos J. Schürmann) と契約した。

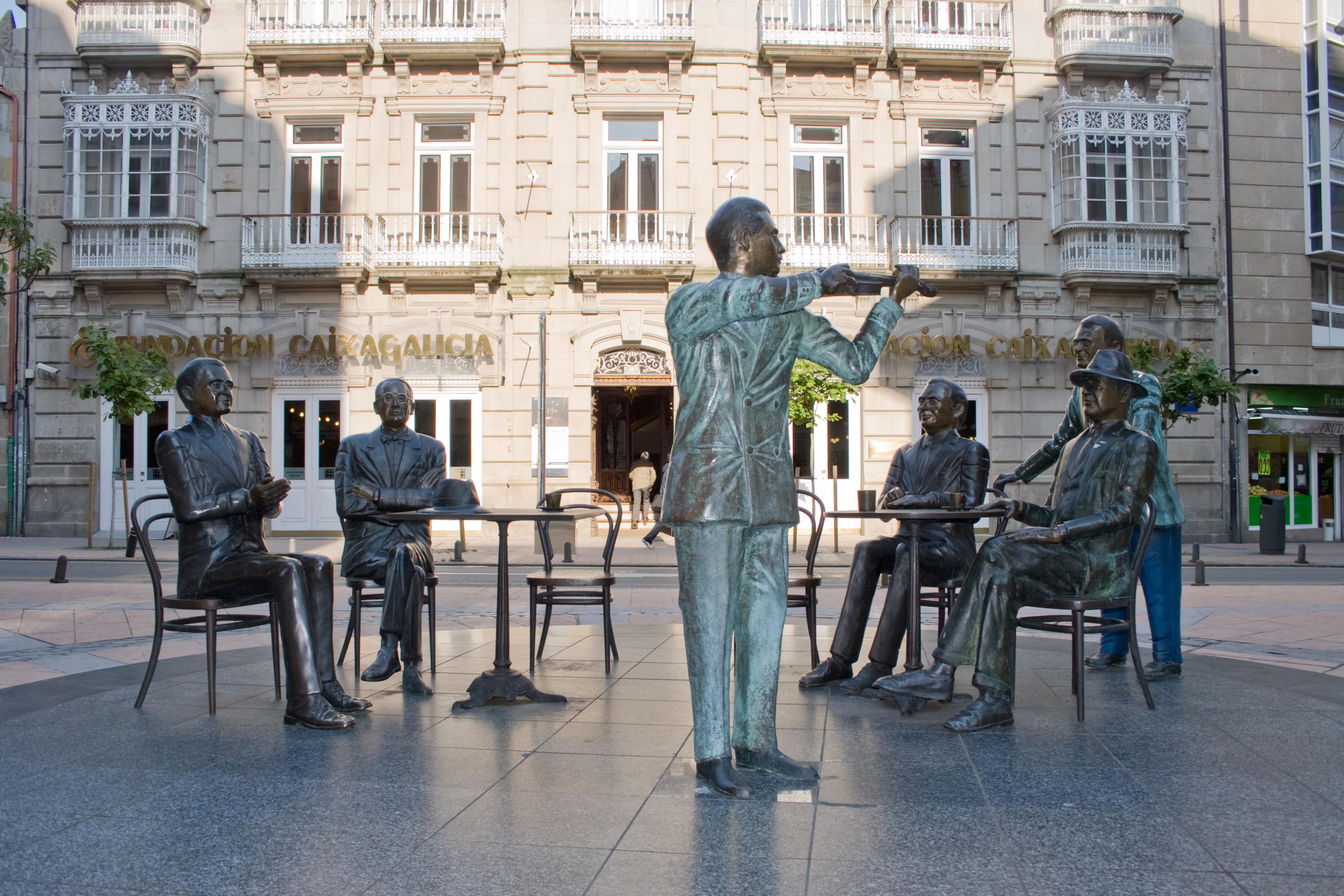
キロガと友人たちの像。セサル・ロンベラ (César Lombera) 作。

第一次世界大戦の勃発時、キロガはイトゥルビとともにオーストリアで演奏活動を行っていたが、スパイの疑いを掛けられて一時投獄され、スペイン国王アルフォンソ13世の取りなしによって自由が保証された。戦争の勃発によってヨーロッパツアーは中止となったが、この時点では中立国だったアメリカでの新たな活躍への道が開かれた。1915年7月21日にキロガはマルテ・レーマンと結婚している。1914年に始まり、戦時中に4度、このときもクビレスやカソーを伴ってアメリカとカナダでツアーを行い、目覚ましい成功を収める。アメリカでのデビューは、5000人の観客を前にしたニューヨーク・ヒッポドローム (New York Hippodrome) でのことだった。ミッシャ・エルマン、エフレム・ジンバリスト、アルバート・スポールディングといったほかのヴァイオリニストもキロガの演奏会に列席した。5度目に予定されていたアメリカツアーは、友人のグラナドスが1916年、ニューヨークからの帰欧中にイギリス海峡でドイツの潜水艦による魚雷攻撃の犠牲となったため、キロガが拒否した。1918年から1919年にかけてスペインとポルトガルに大規模なツアーを行い、しばしばイトゥルビが共演相手として出演した。ガリシアでは、同時代において特に名高い地元の芸術家として多方から称えられ、時にはガリシアの民族主義運動の象徴として使われることもあった。マドリード・フィルハーモニー管弦楽団 (Madrid Philharmonic Orchestra) からは名誉団員に数えられ、アルフォンソ13世の宮廷音楽家に任じられた。

### 演奏家としての成功
二度の大戦間の時期が、キロガのキャリアの絶頂期だった。終戦後にキロガはスペインに戻り、バルセロナのカタルーニャ音楽堂で大喝采を受けた。1919年にイギリスデビューを果たし、この地ではロンドンのウィグモア・ホール（1920年4月14日）をはじめとする多くの著名な会場で演奏を行った。その後はポルトガル、フランス、ドイツ、オーストリア、スイス、ベルギーとヨーロッパ中で演奏会を開いている。よく伴奏を務めたピアニストにはイトゥルビ、ポール・パレー（キロガは、パレーのピアノとヴァイオリンのためのソナタを1922年に作曲者のピアノで初演している）、フアン・ホセ・カストロなどがいる。妻であるマルテ・レーマンも同じくよく伴奏を務めた。1921年に、初めて作曲作品が出版されている。
1923年、ウジェーヌ・イザイは6曲からなる無伴奏ヴァイオリンソナタの最終曲をキロガに献呈した。ほかの被献呈者にはヨゼフ・シゲティ、ジャック・ティボー、ジョルジュ・エネスク、フリッツ・クライスラー、マチュー・クリックボームがいる。イザイの息子のアントワーヌは、「巨匠は、かのスペインのヴァイオリニストの、サラサーテを思い起こさせる演奏スタイルを頭に浮かべながら無伴奏ヴァイオリンのための最後のソナタを構想した。この作品で巨匠はほかの曲以上に、献呈先の芸術家の流儀にヴァイオリニスティックな書法を組み合わせることに努めた」と記している。この作品をキロガが公開演奏した記録はない。
1924年にはまたアメリカを訪れ、カーネギーホールで行った2度の演奏会でミッシャ・エルマンを驚嘆させた。イギリスをまた訪れるとトーマス・ビーチャムの指揮でロンドン交響楽団と共演し、同様にベルギーやスペインにツアーを行った。

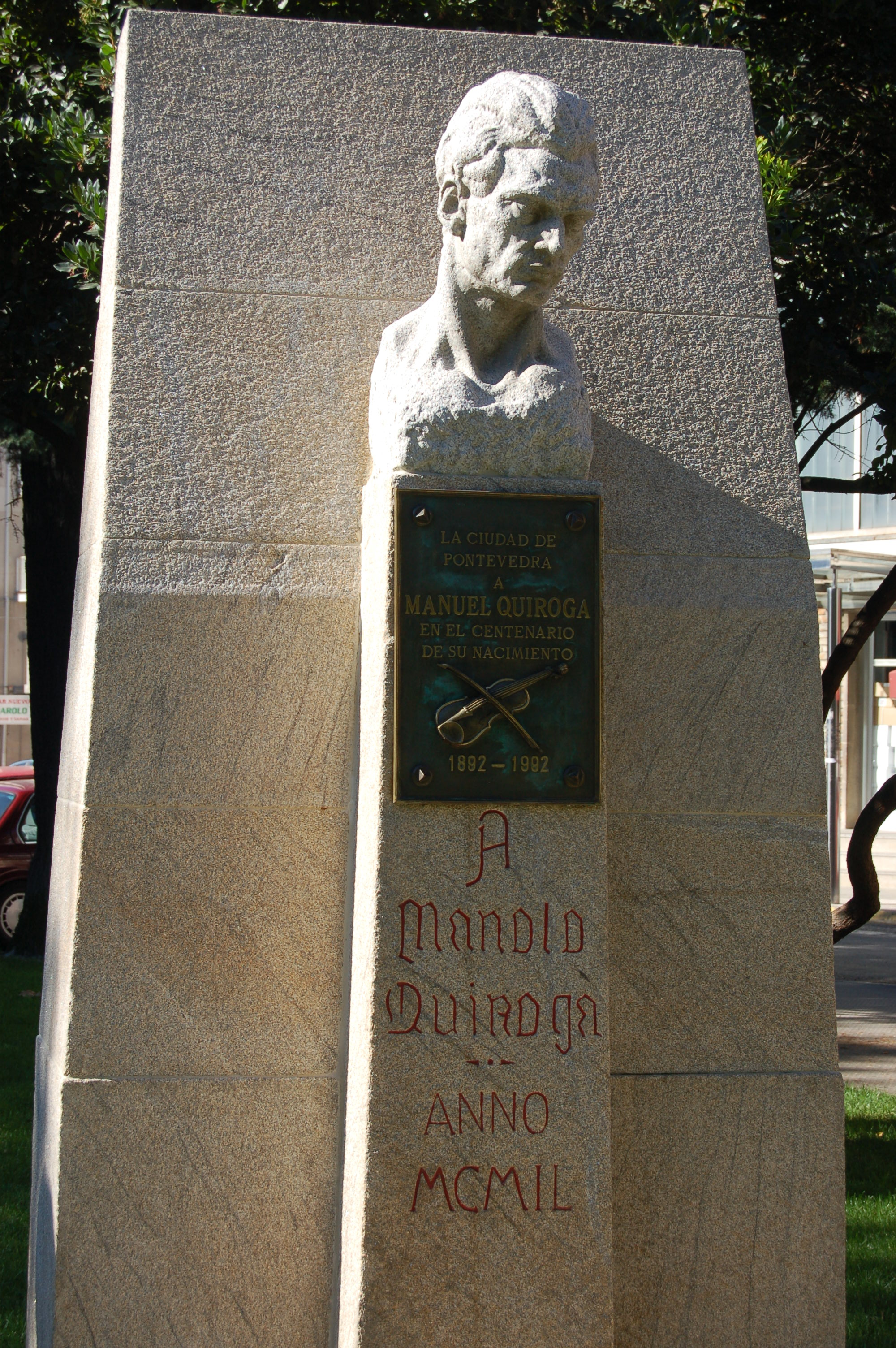
キロガの記念碑。スペイン、ポンテベドラ。

1925年3月31日、ア・コルーニャにおいてキロガは自作の大作『コンセルト・デ・イントラータ』Concerto de Intrata を初演し、のちに『古風な形式による第一協奏曲』Primer Concierto en el estilo antiguo と改名している。そのキャリアにおいてキロガはこの作品を頻繁に演奏したが、多くはヴァイオリンとピアノのための編曲でだった。1925年6月には、パリの作詞家作曲者音楽出版協会 (Société des auteurs, compositeurs et éditeurs de musique) に入会した。
1926年に初めての南アメリカツアーを行い、アルゼンチンやウルグアイ、続けてキューバ、メキシコ、ふたたびアメリカ合衆国を訪れた。1928年、アメリカのビクター社とフランスのパテ社 (Pathé Records) に一連の小品の録音を行った。1930年には油彩の自画像を描き上げている。
1933年と1937年にもアメリカツアーを行い、ミッシャ・レヴィツキやイトゥルビとの共演でリサイタルを開き、エネスクが指揮するニューヨーク・フィルハーモニックと演奏会を開いた（1937年2月にはエドゥアール・ラロの『スペイン交響曲』を演奏している）。また『アルゼンチン舞曲』Danza Argentina や『歌とアンダルシア舞曲』Canto y Danza Andaluza といった自作の初披露も引き続き行った。最後のツアーではトゥリーナが1934年に作曲したソナタ「スペイン風」(Española) Op. 82 をニューヨークでの演奏会で繰り返し取り上げている。この作品がスペインで初演されたのは1941年のことだった。

### 事故と引退
1937年6月8日、ニューヨークでのイトゥルビとのリサイタルの後、キロガはタイムズ・スクエアを横断中にトラックにはねられた。一命をとりとめたキロガはしばらく活動を続けたが、しだいに腕の感覚と動きが失われていき、演奏活動からの引退を余儀なくされた。
スペインに戻ると絵や公募展への出品は続け、新しく二作の自画像を書き上げた。画家のイグナシオ・スロアガや彫刻家のフランシスコ・アソレイ (Francisco Asorey) をはじめとした多くの芸術界の重要人物とも交流を深めた。ホアキン・ソローリャとも早い時期に面識を持っていた。1940年、友人たちのカリカチュアの大規模なシリーズを制作している。取り上げられた人々にはクライスラー、イトゥルビ、イザイ、カザルス、カルロス・チャベス、アンドレス・セゴビア、アルトゥール・ルービンシュタイン、カペー、ビニェス、ティボーなどがいる。
作曲も継続していたが、その後パーキンソン病を発症する。マドリードの療養所からほとんど出ることができなくなり、1959年に故郷のポンテベドラに戻って、そこでは二人目の妻のマリア・エラディア・ガルバーニ・ボロニーニ (Maria Eladia Galvani Bolognini, キロガはジジ Gigi と呼んでいた) の看病を受けた。1961年4月19日に、69歳で没した。

## 録音
1912年と、その後1928年に多くの小品の録音を行っており、イギリスのシンポジウム (Symposium) から1996年に発売された "Great Violinists, Volume V" などに集成されている。演奏会ではタルティーニからベートーヴェンに至る重要な古典作品やセザール・フランクに代表される比較的新しい作品をよく取り上げたが、ソナタや協奏曲といった大規模なレパートリーには録音を残しておらず、サロン風の、あるいはアンコール向けの小品に限られる。
録音にはアルベニス、ファリャ、クライスラー、サラサーテ、ヴィエニャフスキなどの作品があり、さらに重要なことに4曲の自作、『グアヒーラ第2番』Segunda Guajira、『スペイン舞曲』Danza española、『ロンダーリャ』Rondalla、『愛の歌』Canto amorosoが含まれている。

## 作曲
サラサーテやクライスラーと同様に、キロガの作曲活動の中心は小品であり、ヴァイオリニスト的で華やかな効果を重視している。その作品はスペインの各地で歓迎され、とくにガリシアでは民族主義的な含意を持って受け止められた。
ルーケ・フェルナンデス・アナ (Luque Fernandez Ana) はキロガの作品目録を2002年に博士論文として発表している。この目録では計44作を挙げ、「スペインの題材による作品」「その他のオリジナル作品」「編曲」「カデンツァ」「無伴奏ヴァイオリンのための練習曲、奇想曲、変奏曲」「協奏曲」に分類している。2011年にはガリシア語による作品目録がガリシア文化協議会 (Consello da Cultura Galega) から出版されている。

## 献呈
キロガに献呈された作品には、以下のようなものがある。
- ウジェーヌ・イザイ: 無伴奏ヴァイオリンソナタ 第6番
- エドゥアルド・ファビーニ（英語版）: Fantasía para Violin y Orquesta
- ホアキン・ニン: "Cinq comentaires" 第5曲 "Sur un air de danse de Pablo Esteve, 1779"
- マルセル・サミュエル＝ルソー（英語版）: Les Promis
- エドゥアール・ナドー:『6つの演奏会用練習曲』第5曲
- ロジェ・ペノー (Roger Pénau): Air de Danse
- セサル・エスペホ (César Espejo): Fileuse, Op. 12
- ジャック・アルネ (Jacques Arnay): Fragment Lyrique, Op. 11

スペインの作家ラモン・デル・バリェ＝インクランは、"¡Del Celta es la Victoria!" と題した詩をキロガに捧げ、1918年にア・コルーニャで開かれたキロガの演奏会では印刷されたものが民族主義的な宣伝のために配布された。

## 栄誉と後世
スペイン国王からアルフォンソ賢王国民勲章 (Civil Order of Alfonso X, the Wise) を授与されている。1931年に、フランス政府からレジオン・ド・ヌール勲章を授与される。
1863年に設立されたポンテベドラ音楽院は、その後「マヌエル・キロガ高等音楽院」(Conservatorio profesional de música Manuel Quiroga) と名乗っている。生家がある通りは、生前の1919年にキロガを記念して「マヌエル・キロガ通り」(Calle Manuel Quiroga) と改名された。
ガリシアのア・コルーニャの市民は、1950年にキロガを称える像を建てている。ポンテベドラでも、1949年にはフランシスコ・アソレイの作によるキロガを記念した胸像が建てられ、市内の広場には、周りに座った友人たちの前でヴァイオリンを演奏するキロガの全身像がある。
生誕100周年の1992年、ポンテベドラ博物館はこれを記念して絵画やスケッチの展示、音楽による顕彰からなる一連のイベントを主催した。そこでは1972年に遺族から寄贈された自筆譜や絵画、スケッチ、カリカチュア、その他の記念の品が活用された。サンティアゴ・デ・コンポステーラで活動するコンポステーラ音楽出版社 (Música en Compostela) からは自筆譜による曲集が出版されている。1993年、フェルナンド・オテロ・ウルタサ (Fernando Otero Urtaza) による伝記が出版され、『The Strad』誌1998年1月のイベリア特集号に掲載されたタリー・ポッター (Tully Potter) の記事がキロガのキャリアを総括している。
スペインの弦楽四重奏団、キロガ四重奏団 (Cuarteto Quiroga) はキロガを記念して名付けられた。